# Microregiunea Zalaszentgrót
Microregiunea Zalaszentgrót (în maghiară Zalaszentgróti kistérség) a fost o microregiune statistică (kistérség) din județul Zala, Ungaria.
Cu o populație de 17.042 locuitori și o suprafață de 327,04 km2, aceasta a existat până în 2014, când în Ungaria, microregiunile ”kistérségek” au fost înlocuite de districte (járások).